# Trioxyde de chrome
Pour les articles homonymes, voir Oxyde de chrome.
L'anhydride d'acide de l'acide chromique est le trioxyde de chrome ou oxyde de chrome(VI) ou anhydride chromique, et a pour formule CrO3. 
S'il est traditionnellement commercialisé sous le nom d'acide chromique, ce dernier est un oxacide de formule H2CrO4.

## Production
Le trioxyde de chrome est généré en traitant le chromate de sodium ou le dichromate de sodium correspondant avec de l'acide sulfurique: 
H2SO4 + Na2Cr2O7 → 2 CrO3 + Na2SO4 + H2O
Environ 100 millions de kg sont produits chaque année par cette voie ou par des voies similaires. Le solide est constitué de chaînes d'atomes de chrome à coordination tétraédrique qui partagent des sommets. Chaque centre de chrome partage donc deux centres d'oxygène avec ses voisins. Deux atomes d'oxygène ne sont pas partagés, ce qui donne une stœchiométrie globale de 1/3.

## Description
Le trioxyde de chrome est coloré rouge foncé ou brun orangé, soluble dans l'eau, se présente sous la forme de granulés solides stables. C'est un puissant oxydant réagissant avec de nombreux produits oxydables : l'éthanol s'enflamme à son contact.

## Utilisation
L'anhydride chromique ou trioxyde de chrome est principalement utilisé pour les opérations de chromage des métaux   
Il est également très utilisé en chimie organique sous le nom de réactif de Sarett afin d'oxyder un alcool primaire en aldéhyde sans l'oxyder jusqu'à l'acide carboxylique lorsque la réaction se passe en milieu anhydre
Il est aussi utilisé en santé humaine, sous forme de solution aqueuse pour usage externe, disponible en pharmacie sur prescription médicale (substance vénéneuse appartenant à la Liste_2 des substances vénéneuses du Code de Santé Publique - République Française), formule inscrite à la Pharmacopée Européenne sous l'expression impropre de Solution officinale d'acide chromique, en application locale, diluée au tiers, par tamponnement nasal, pour cautériser les épistaxis (saignements de nez). 

## Toxicité
Le trioxyde de chrome est hautement toxique, corrosif et cancérigène.

## Commerce
La France, en 2014, est nette importatrice de trioxyde de chrome, d'après les douanes françaises. Le prix moyen à la tonne à l'import était de 2 100 €.